# Hapi (hijo de Horus)
| V28 | Aa5 · Q3 | M17 | M17 |

| V28 | Aa5 · Q3 | M17 | M17 |

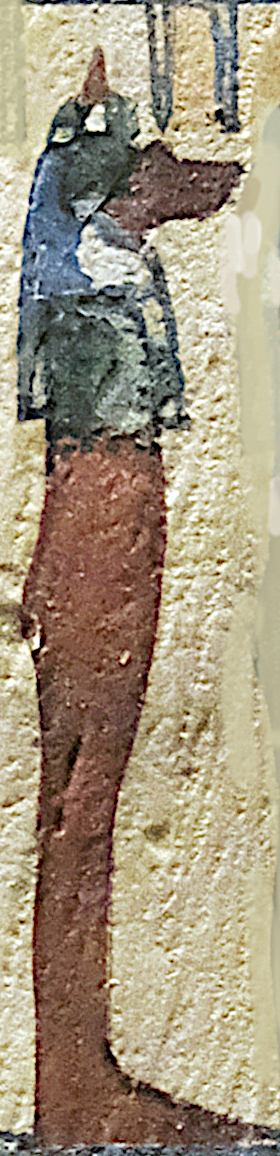
Detalle del panel 'Irethorru hace una ofrenda a Osiris, seguida de Isis y los cuatro hijos de Horus. Dinastía XXV, Museo del Louvre.

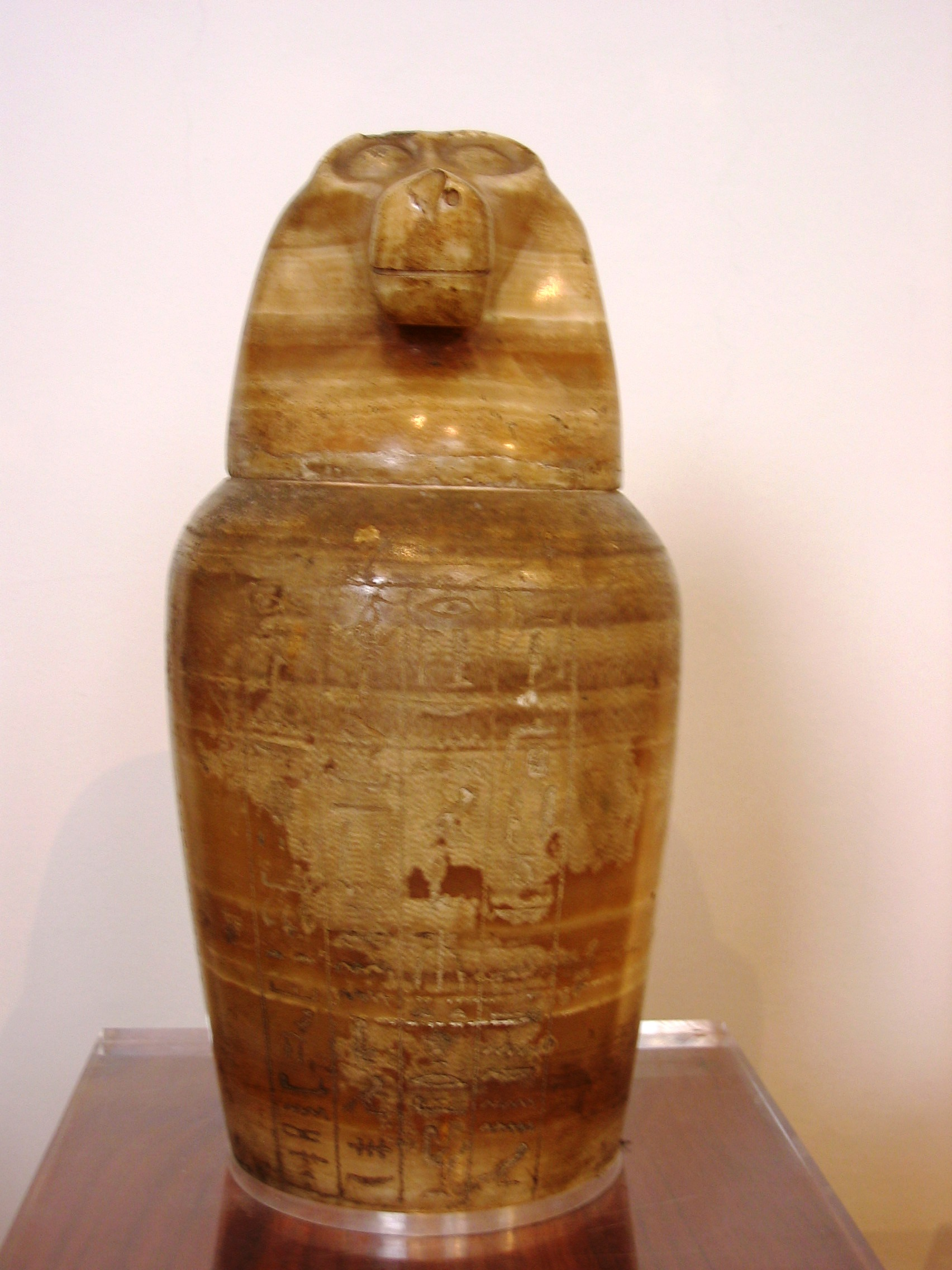
Vaso canopo con la imagen de Hapi con cabeza de babuino.

Hapi o Hapy es uno de los cuatro genios funerarios antropomorfos descritos en la literatura funeraria, llamados los Hijos de Horus. Es una deidad protectora de los pulmones de los muertos y del trono de Osiris. 
Se la representa con cabeza de babuino. Junto con sus hermanos, son los encargados de guardar las vísceras del cuerpo del difunto. Desde finales de la dinastía XVIII, las tapas de los vasos canopos se modelaron según las deidades que los custodiaban.
El vaso canopo, que contiene los pulmones protegidos por Hapi, lleva una tapa que representa la cabeza de un babuino. Para que el poder se cumpla y proteja los órganos momificados, este genio debe estar asociado con una diosa y con un punto cardinal. Para Hapi es la diosa Neftis y el punto cardinal protegido es el norte.

## Representación
Desde el Reino Medio hasta la dinastía XVIII, Hapi fue representado con una cabeza humana, y desde el Imperio Nuevo, principalmente, con una cabeza de babuino. Pero también hay representaciones que lo representan como un hombre corpulento con una corona de lirios o con una planta de papiro u otras veces se le ha representado como una momia o incluso, caminando.

## Los cuatro hijos de Horus
Los cuatro hijos de Horus representados en los vasos canopos son los siguientes:
- Amset, protege el hígado, con Isis.
- Hapi, protege los pulmones, con Neftis.
- Duamutef, protege el estómago, con Neit.
- Qebehsenuf, protege el intestino, con Serket.